# Elecciones al Parlamento Europeo de 1989 (Dinamarca)
En las elecciones al Parlamento Europeo de 1989 en Dinamarca, celebradas en junio, se escogió a los 16 representantes de dicho país para la tercera legislatura del Parlamento Europeo.

## Resultados
| Datos de participación | Datos de participación | Datos de participación |
| ---------------------- | ---------------------- | ---------------------- |
| Censo electoral        | 3.923.549              | 100%                   |
| Votantes               | 1.811.558              | 46,2                   |
| Abstención             | 2.111.991              | 53,8                   |
| A candidatura          | 1.789.395              |                        |

| ← Elecciones al Parlamento Europeo de 1989 → |         |       |         |
| Partido                                      | Votos   | %     | Escaños |
| Socialdemócratas (S)                         | 417.076 | 23,31 | 4       |
| Movimiento Popular contra la CEE (FolkeB)    | 338.953 | 18,94 | 4       |
| Izquierda-Partido Liberal de Dinamarca (V)   | 297.565 | 16,63 | 3       |
| Partido Popular Conservador (KF)             | 238.760 | 13,34 | 2       |
| Partido Popular Socialista (SF)              | 162.902 | 9,10  | 1       |
| Centro Demócratas (CD)                       | 142.190 | 7,95  | 2       |
| Partido del Progreso (FP)                    | 93.985  | 5,25  | 0       |
| La Izquierda Radical (RV)                    | 50.196  | 2,81  | 0       |
| Partido Popular Cristiano (KrF)              | 47.768  | 2,67  | 0       |